# Nicolas Hentz
Pour les articles homonymes, voir Hentz (homonymie).
Nicolas Hentz (5 juin 1753 - 1er juillet 1830) est un révolutionnaire français. Il fut député de la Moselle à la Convention nationale de 1792 à 1795.

## Biographie
Issu d'une famille de dix-neuf enfants, dont le père Jean-Jacques Hentz (ou Hens, dit Arnould) est maréchal-ferrant, Nicolas Hentz naît à Metz, le 5 juin 1753. En 1780, il devient avocat au Parlement de Metz. Il est élu juge de paix à Sierck, en décembre 1790, et épouse des idées révolutionnaires plutôt radicales. Il fait ainsi procéder à des arrestations d'émigrés sur la route de Trèves. En septembre 1792, il est élu député de la Moselle à la Convention nationale, où il siège sur les bancs Montagnards. Il devient membre du Comité de législation, où il propose une limitation des héritages. 
Lors du procès du roi Louis XVI en décembre 1792, il vote pour la culpabilité du roi, contre la ratification du jugement du peuple, contre le sursis et pour la peine de mort. L'année 1793 le voit chargé de différentes missions auprès des armées. D'avril à juillet, il est envoyé en qualité de commissaire à l'armée des Ardennes. Il ne participe ni aux scrutins relatifs à la mise en accusation de Marat, ni à la condamnation des Girondins. D'août à septembre, il est en mission à l'armée du Nord, où il procède à l'arrestation du général Houchard. En octobre, une autre mission le conduit à l'armée de l'Ouest; en novembre, de nouveau à l'armée des Ardennes, puis de la Moselle et du Nord. Il rentre à Paris fin novembre 1793 et repart aussitôt pour l'armée du Nord, jusqu'à mi-janvier 1794.
De février 1794 à début mai 1794, Hentz est à l'armée de l'Ouest, où, selon le Comité de salut public, il se signale en Vendée par un « zèle inconsidéré », dont les Fusillades d'Avrillé sont, parmi d'autres, un effroyable exemple. Il fait pression sur Turreau, que la Convention blâme pour ses échecs, afin qu'il intensifie les raids de ses colonnes, et obtient du Comité de Salut public que son propre successeur soit Carrier, l'homme que la situation réclame selon lui. À la fin de 1793 "Ance" s'était signalé comme guillotineur à Rochefort (Moniteur du 14 novembre 1793). En juin 1794, il part pour l'armée du Rhin, où on lui reproche sa violence et l'incendie de la ville de Kusel. Rappelé par le Comité de salut public le 13 thermidor de l'an II (31 juillet 1794), il rentre à Paris le 26 thermidor de l'an II (13 août 1794). 
Condamné pour les massacres ayant eu lieu sous son mandat, Hentz est mis en état d'arrestation le 16 germinal de l'an III (5 avril 1795), mais il arrive à prendre la fuite et se tient caché. Il bénéficie de l'amnistie générale du 4 brumaire an IV (26 octobre 1795) et l'on perd ensuite sa trace. En l'an VII (1799), on le retrouve receveur de l'Enregistrement à Douai, poste qu'il occupe jusqu'en 1803. Il devient contrôleur des droits réunis dans le département de la Lippe en 1812, employé dans un ministère à Paris en 1813, avant d'être contraint à l'exil, comme régicide, en 1817 à la suite de la loi contre les régicides de Louis XVIII.
Nicolas Hentz s'embarque alors pour les États-Unis, où il ouvre une exploitation de tabac à Wilkes-Barre en Pennsylvanie. Il enseigne quelque temps le français et la musique à Hollowel, à la frontière du Canada. Il serait décédé à Philadelphie le 1er juillet 1830.
Son fils Nicolas Marcel (1797-1856), connu aux États-Unis sous le nom de Nicholas Marcellus Hentz est l'un des fondateurs de l'arachnologie.

## Sources
- « Nicolas Hentz », dans Adolphe Robert et Gaston Cougny, Dictionnaire des parlementaires français, Edgar Bourloton, 1889-1891 [détail de l’édition]
- Jules Florange, Le Conventionnel Hentz, député de la Moselle, Metz, librairie Sidot-Vannière, 1911 (→ sur Gallica).